# Подборцы
Подборцы (укр. Підбірці) — село во Львовской городской общине Львовского района Львовской области Украины.
Население составляет 2917 человек (2023 год). Население по переписи 2001 года составляло 2843 человека. Занимает площадь 1,81 км². Почтовый индекс — 81127. Телефонный код — 3230.

## Известные уроженцы
- Григорий (Яхимович) (1792—1863) — епископ Украинской греко-католицкой церкви и галицко-украинский общественный деятель, митрополит Галицкий, архиепископ Львовский, епископ Каменецкий. Глава Головной руськой рады (1848—1851).